# 海水仙
海水仙（Pancratium zeylanicum），石蒜科球根花卉，又名蜘蛛蘭。